# Alaca
Alaca ist eine Stadt und ein Landkreis in der türkischen Provinz Çorum. Die Stadt liegt etwa 75 Kilometer südlich der Provinzhauptstadt Çorum an der Straße D 190 von Sungurlu nach Tokat und der Straße D 795 von Çorum nach Yozgat. Der frühere Name Alacas lautete Hüseyinabad. Die Umbenennung zum heutigen Namen erfolgte 1932.
Der Landkreis liegt im Süden der Provinz. Er grenzt im Süden an die Provinz Yozgat, im Westen an die Kreise Boğazkale und Sungurlu, im Norden an den zentralen Landkreis und im Osten an den Kreis Ortaköy. Nordwestlich liegt der Bergzug Elmalı Dağı, im Süden die Hochebene Bozok Platosu.
Der Landkreis besteht neben der Kreisstadt noch aus 101 Dörfern (Köy) mit durchschnittlich 112 Bewohnern. Sarısüleyman ist mit 545 Einwohnern das größte Dorf. Die Bevölkerungsdichte liegt mit 24 Einwohnern je Quadratkilometer unter dem Provinzdurchschnitt (43 Einw. je km²).

## Sehenswertes
Etwa 15 Kilometer nordwestlich der Stadt liegt die Grabungsstätte Alacahöyük beim gleichnamigen Dorf. Sie befindet sich möglicherweise an der Stelle des hethitischen Zippalanda.